# Barbara Novak (Politikerin)

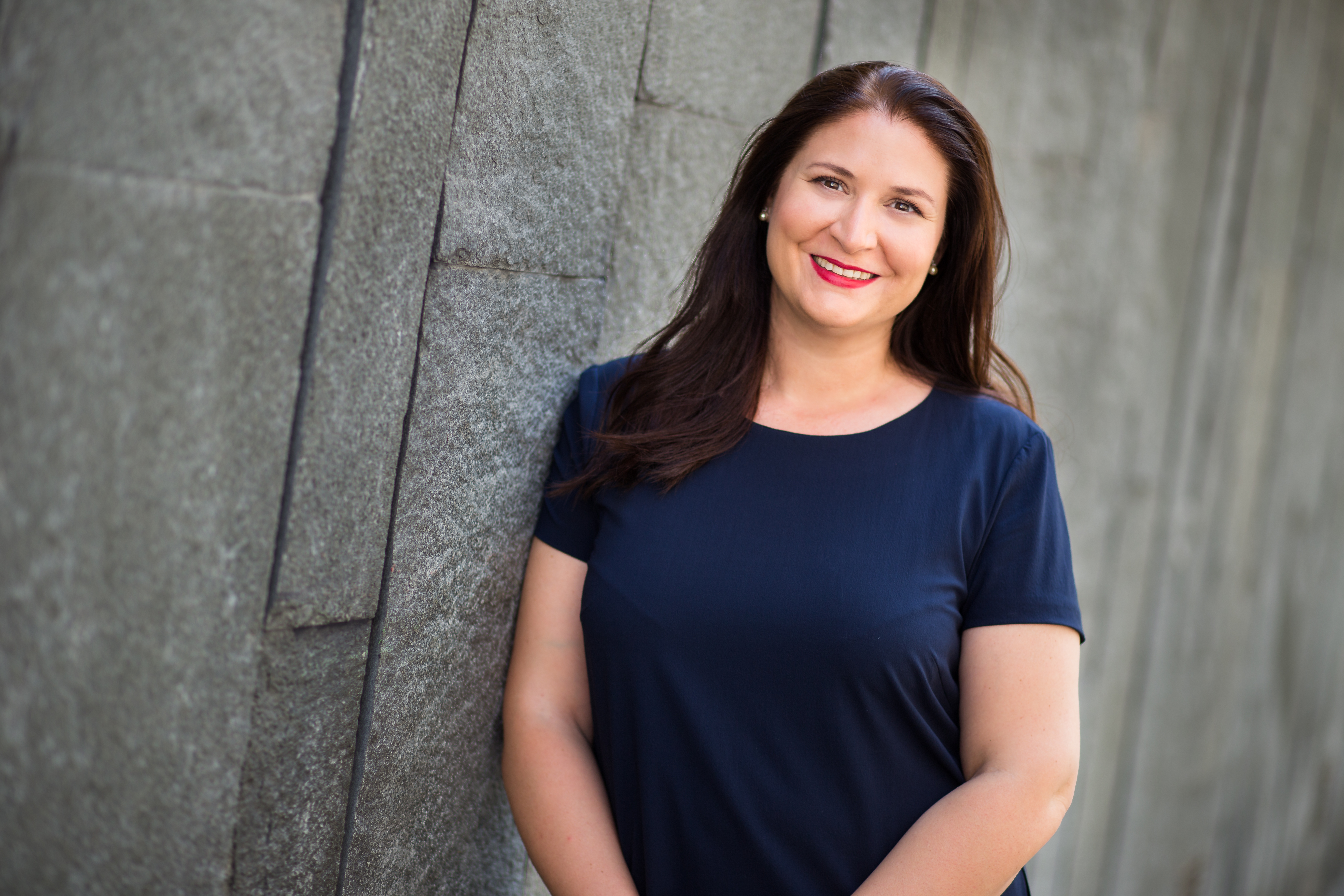
Barbara Novak (2018)

Barbara Novak (* 14. Dezember 1976 in Wien) ist eine österreichische Politikerin (SPÖ).Ab dem 19. Februar 2018 bis Juni 2025 war sie Landesparteisekretärin der SPÖ Wien und von 2001 bis Juni 2025 Abgeordnete zum Landtag und Mitglied des Wiener Gemeinderats. Seit dem 10. Juni 2025 ist sie Stadträtin in Landesregierung und Stadtsenat Ludwig III.

## Ausbildung und Beruf
Barbara Novak besuchte die Volksschule Zeltgasse (Josefstadt) und ab 1987 das Gymnasium Billrothstraße in Döbling. Sie wechselte 1991 an die Höhere Bundeslehranstalt für Kultur-Touristik in Hietzing, wo sie von 1992 bis 1995 Schulsprecherin war. Von 1993 bis 1995 war Novak zudem Landesschulsprecherin für die Berufsbildenden Höheren und Mittleren Schulen (BHMS) in Wien. Sie engagierte sich während ihrer Schulzeit in der Gewerkschaft der Privatangestellten (GPA) und war zwischen 1995 und 1997 Vorsitzende der Schüler der Bundes-GPA und von 1996 bis 2000 Bundesvorsitzende der GPA-Jugend und stellvertretende Vorsitzende der Österreichischen Gewerkschaftsjugend.
Nach der Matura 1996 begann sie ein Studium der Geschichte und Politikwissenschaft, das sie jedoch 1998 einstellte. Von 2001 bis 2004 studierte sie Soziologie an der Universität Wien. Sie schloss im Februar 2017 das Bachelor-Studium und im Jänner 2023 das Master-Studium der Soziologie an der Universität Wien ab.
Während ihrer Schulzeit arbeitete Barbara Novak als Praktikantin im Hotelgewerbe und im Sekretariat. Sie war von 1996 bis 1997 freie Dienstnehmerin in einem Callcenter und war von 1997 bis 2001 Angestellte der SPÖ-Landesorganisation Wien. Von 1997 bis 1999 führte sie als Landessekretärin die Junge Generation Wien und anschließend war sie für die Bereiche Marketing, Merchandising und Projektmanagement in der SPÖ Wien verantwortlich.
Von 2008 bis Jänner 2010 war Barbara Novak als selbstständige IT- und PR Beraterin tätig. Sie arbeitete bis Ende 2011 als angestellte Beraterin in einer Unternehmensberatung. Sie beschäftigte sich mit Organisationsstrukturen und Organisationsentwicklungen, strategischen Unternehmenszielen, Social-Media-Strategien und Kommunikation. Von Februar 2016 bis Mai 2016 arbeitet sie als Fachreferentin für Digitalisierung im Büro von Staatssekretärin Sonja Steßl.

## Politik
Novak engagierte sich schon während ihrer Schulzeit in der Schülervertretung und der Gewerkschaft. Sie stieg 1997 bis 1999 zur stellvertretenden Vorsitzenden der Österreichischen Gewerkschaftsjugend auf und war von 1998 bis 2002 Vorsitzende der österreichischen GPA-Jugend. In Döbling ist sie seit 1998 Sektionsvorsitzende-Stellvertreterin, Mitglied des Bezirksfrauenausschusses und wurde 2002 in den Vorstand der SPÖ Döbling gewählt. Sie hat innerparteilich zudem seit 2010 die Funktion der Vorsitzenden der SPÖ-Frauen Döbling inne. 
Von 1998 bis 2000 war sie Gründungs- und Generalsekretärin des Österreichischen Freundeskreises von Givat Haviva. Zudem engagiert sie sich seit über 20 Jahren ehrenamtlich in der Volkshilfe Döbling.
Seit dem 14. März 2015 ist Novak Vorsitzende der SPÖ Bezirksorganisation Döbling und damit die erste Frau in dieser Funktion.
Ab dem 27. April 2001 vertrat sie die SPÖ im Wiener Landtag und Gemeinderat und gehörte dem Ausschuss für Wohnen, Wohnbau, Stadterneuerung und Frauen an und war stellvertretende Vorsitzende des Ausschusses für Finanzen, Wirtschaft, Arbeit, Internationales und Wiener Stadtwerke. Von 2003 bis 2021 war sie Sprecherin für Informations- und Kommunikationstechnologie sowie Digitalisierungspolitik und betreute dabei Projekte wie den Breitbandausbau in Wien oder die Weiterentwicklung des eGovernment-Angebotes der Stadt Wien. Zudem war Novak Vorstandsmitglied im Österreichischen Institut für Jugendforschung und zwischen 2000 und 2002 Kammerrätin der Kammer für Arbeiter und Angestellte Wien. Sie ist seit Oktober 2015 Präsidentin des Instituts für Jugendliteratur in Wien. Des Weiteren ist Barbara Novak ehrenamtliches Vorstandsmitglied der Wirtschaftsagentur Wien.
Im Februar 2018 wurde Novak von Landesparteiobmann Michael Ludwig als Wiener Landesparteisekretärin vorgeschlagen, der Vorschlag Ludwigs wurde vom SPÖ-Präsidium einstimmig angenommen. Sie folgte damit Sybille Straubinger nach.
Im Dezember 2018 wurde nach Kritik durch den Rechnungshof bekannt, dass im von der Stadt Wien mit EUR 40 Mio. finanzierten Verein „Wiener Kinder- und Jugendbetreuung“ massiv überhöhte Gehälter sowie Sonderzahlungen, teilweise an SPÖ-nahe Personen, geleistet wurden. Nachdem Novak die Vorgänge im Verein zunächst scharf verurteilt hatte, wurde bekannt, dass sie selbst zwischen Juni 2005 und Juni 2011 dort stellvertretende Vorsitzende gewesen war.
Im Zuge einer für 2023 geplanten Statutenänderungen bei der SPÖ hin zu mehr Basisdemokratie betonte die „enge Vertraute“ des Wiener Bürgermeisters ein prinzipielle Differenz zwischen Bundesparteiebene und Landespartei hinsichtlich des Reformbedarfs.
Im Rahmen der Regierungsverhandlungen zur Nationalratswahl 2024 war Novak SPÖ-Verhandlerin in verschiedenen Untergruppen. Anfang Juni 2025 wurde sie als Stadträtin von Landesregierung und Stadtsenat Ludwig III designiert, wo sie die Bereiche Finanzen, Wirtschaft und Internationales sowie Digitales übernahm. Ihr Nachfolger als SPÖ-Landesparteisekretär wurde Jörg Neumayer.